# Leyla Gencer

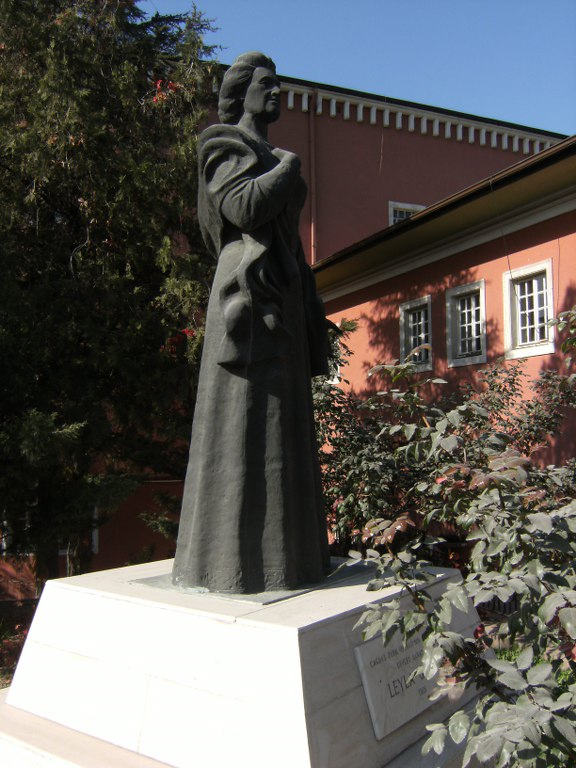
Estátua de Leyla Gencer em frente à Ópera de Ankara.

Leyla Gencer (Istambul, 10 de outubro de 1928 - Milão, 10 de maio de 2008), nascida Leyla Çeyrekgil, foi uma soprano turca que conquistou grande prestígio entre os anos 1950 e 80 e se tornou uma das mais famosas intérpretes e redescobridoras das óperas do Bel Canto.

## Juventude
Leyla Gencer (pronuncia-se guêndjer) era filha de pai turco muçulmano, de família abastada da Anatólia e seguidor da orientação mística Bektashi, e de mãe polonesa católica, de origem lituana. Na juventude, viveu em uma mansão no Bósforo. Ainda na infância, porém, uma forte inundação invadiu a fazenda e casa da sua família, causando a morte de seu pai.
Em 1946, participou de uma competição de canto na Holanda sem sucesso. Casou-se muito cedo com Ibrahim Gencer. Após isso, começou os estudos de canto no Conservatório de Istambul, mas, em 1949, conheceu a célebre soprano, já aposentada, Giannina Arangi-Lombardi, e passou a estudar com ela em Ancara, ao mesmo tempo em que participava do coro da Ópera Estatal da cidade. 
Em 1950, debutou em Ancara como Santuzza, de Cavalleria Rusticana. Inicialmente, Gencer se dedicou mais ao repertório para soprano lírico e lírico-spinto. Em 1951, sua tutora e incentivadora Arangi-Lombardi morreu, o que lhe foi um grande abalo, já que ela pretendia promover sua ascensão na Itália. Então, passou a ter lições com Apollo Granforte, dentre outros. Contudo, logo Gencer adquiriu certo reconhecimento, cantando várias vezes em eventos do governo turco, inclusive na recepção do presidente norte-americano Dwight Eisenhower.

## Carreira internacional
Debuta na Itália, mais propriamente em Nápoles, em 1953 como Santuzza. No ano seguinte, retorna à cidade com os papéis de Tatyana (Eugen Onegin) e Cio-Cio-San (Madama Butterfly).
Em 1956, fez uma audição para o La Scala de Milão, conquistando a simpatia do famoso regente Victor de Sabata, que planejava escalá-la para cantar Aida no teatro, mas os planos foram frustrados devido à enfermidade do maestro. Em 1957, inicia sua longa atividade naquele teatro como Madame Lidoine, em 1957, na estréia mundial da hoje famosa ópera Dialogues des Carmelites (cantada em italiano), de Francis Poulenc.
No mesmo ano, em turnê com a companhia do La Scala, cantou Leonora (La Forza del Destino) na abertura da Ópera de Colônia. Em 1958, novamente está numa estréia mundial, desta vez a de L'Assassinio nella Catedrale, de Pizzetti. Ela cantaria no teatro milanês em quinze temporadas até 1983 em um repertório de 19 papéis, destacando-se sobretudo nas heroínas de Donizetti e Verdi.
Seu debute norte-americano ocorreu em San Francisco, em 1956, como Francesca da Rimini. No ano seguinte, voltou a cantar lá como Violetta (La Traviata), mas, devido ao cancelamento de Maria Callas, fez também seu debute como Lucia di Lammermoor, que foi seu primeiro papel donizzetiano. Ela apareceu em Ópera de São Francisco - cujo diretor, Kurt Herbert Adler, tornou-se seu amigo - nas três temporadas consecutivas, cantando sete papéis, desde Manon, de Massenet, até Elisabetta, de Don Carlo. Entretanto, nunca cantou no Metropolitan Opera de Nova York.
Em 1962, debuta no Covent Garden, de Londres, como Elisabetta (Don Carlo) e Donna Anna (Don Giovanni). Entretanto, seus maiores sucessos se deram, quase sempre, na Itália, destacando-se sobretudo sua legendária performance em Roberto Devereux em Nápoles, no ano de 1964.
Leyla Gencer deixa os palcos em 1983 com a ópera La Prova di un'opera seria, de Francesco Gnecco, no La Fenice de Veneza, mas continua a dar recitais até por volta de 1989.
Em 1982, Gencer passou a se dedicar à educação de jovens cantores, tendo vindo a trabalhar como diretora de arte didática da As.Li.Co de Milão (1983-1988) e a ser indicada, em 2007, pelo maestro Riccardo Muti para comandar a Escola para Jovens Artistas do La Scala (1997-1998), na qual ensinava interpretação operística.

## Voz e legado
Leyla Gencer possuía um repertório de 72 papéis, abarcando obras que vão do século XVI, com Monteverdi, até a contemporaneidade, com Poulenc, Menotti e Britten, passando pelo romantismo do bel canto e de Verdi e, ainda, pelo verismo de Boito, Puccini e Cilea.
Seu legado, contudo, está mais marcado nas óperas de Donizetti, Rossini, Verdi e Bellini. Muitas das óperas que cantou eram raridades e até desconhecidas pelo público de então, a exemplo de La Falena, de Smareglia; Caterina Cornaro, de Donizetti; Elisabetta, regina d'Inghilterra, de Rossini; Agnese di Hohenstaufen, de Spontini; Saffo, de Pacini; e Alceste, de Gluck.
Após o fim da carreira, recebeu inúmeras medalhas e tributos, destacando-se o título de Artista do Estado entregue pelo presidente da Turquia, em 1988. Realizou importantes trabalhos em promoção da arte lírica, criando, em 1995, a Competição Vocal Leyla Gencer, em Istambul, visando ao desenvolvimento dos jovens artistas.
Dona de uma voz heterogênea, admirada pelos seus pianísisimos filati e poderosos graves de peito, notabilizou-se acima de tudo por uma atuação de uma forte e, muitas vezes, feroz intensidade, além de uma grande habilidade para valorizar e potencializar a palavra declamada.
Foi aclamada especialmente nas óperas de Gaetano Donizetti, várias das quais foram resgatadas do esquecimento em produções cantadas por ela. Além destas, Gencer foi talvez a artista que, por sua curiosidade musical e capacidade como pesquisadora, mais resgatou do esquecimento óperas escritas entre fins do século XVIII e a primeira metade do século XIX por diversos compositores, muitas ainda hoje grandes raridades.
Na fase inicial da carreira, possuía um timbre lírico de marcante pureza, que se estendia até ao Mi5 bemol. Entretanto, por cantar desde muito jovem papéis pesados como Lady Macbeth e Tosca, sua voz escureceu bastante e perdeu sua extensão mais aguda no início da década de 1960.
Ainda assim, sua notável inteligência musical, conhecimento estilístico e entrega dramática continuaram a lhe render grandes êxitos, em especial na Itália. Pessoalmente, era considerada por muitos temperamental e altiva (Margherita Wallman, com quem teve conflitos na produção de Dialogues des Carmelites no La Scala, a chamava de La Sultana) - e, por ela própria, ambiciosa e imperiosa -, mas também foi ressaltado sua grande dedicação à arte e seu magnetismo pessoal.
Numa época em que reinavam divas como Joan Sutherland e Montserrat Caballé, foi negligenciada pelas grandes gravadoras, mas dezenas de performances suas foram divulgadas por gravações não-oficiais, o que a tornou conhecida como a Queen of Pirates ("Rainha dos Piratas"). Outras alcunhas frequentemente atribuídas a ela eram as de La Diva Turca ou La Regina.